# Rhacaplacarus granulatus
Rhacaplacarus granulatus är en kvalsterart som först beskrevs av Banks 1902.  Rhacaplacarus granulatus ingår i släktet Rhacaplacarus och familjen Phthiracaridae. Inga underarter finns listade i Catalogue of Life.